# The Catcher in the Rye
The Catcher in the Rye (titulada en español El guardián entre el centeno, El guardián en el trigal o El cazador oculto) es una novela del escritor estadounidense J. D. Salinger. Al publicarse en 1951 (aunque Salinger ya lo había presentado en forma de serie en el periodo 1945-1946) en los Estados Unidos, la novela provocó numerosas controversias por su lenguaje provocador y por retratar sin tapujos los conflictos en la adolescencia, como el acoso y la sexualidad.
La obra está escrita con narrador intradiegético y en primera persona. El protagonista de la novela, Holden Caulfield, se ha convertido en un icono de la rebeldía adolescente.

## Título
El título del libro en inglés hace referencia a una reflexión que el protagonista realiza en el libro sobre la letra de un poema, que trata sobre un catcher (alguien que agarra o sujeta) que evita que «los niños caigan en el precipicio».

(...) me imagino a muchos niños pequeños jugando en un gran campo de centeno y todo. Miles de niños y nadie allí para cuidarlos, nadie grande, eso es, excepto yo. Y yo estoy al borde de un profundo precipicio. Mi misión es agarrar a todo niño que vaya a caer en el precipicio. Quiero decir, si algún niño echa a correr y no mira por dónde va, tengo que hacerme presente y agarrarlo. Eso es lo que haría todo el día. Sería el encargado de agarrar a los niños en el centeno. Sé que es una locura; pero es lo único que verdaderamente me gustaría ser. Reconozco que es una locura.

La primera traducción al español de la obra por la Compañía General Fabril Editora en la colección Anaquel de Buenos Aires, fue titulada El cazador oculto. Posteriormente una traducción española de 1978 tituló la obra como El guardián entre el centeno. Ese título viene siendo criticado por escritores argentinos desde hace tiempo.[cita requerida] Rodolfo Rabanal explicó en 2001:

El guardián entre el centeno es estrictamente literal porque responde a las cinco palabras del título en inglés, pero esa literalidad no beneficia el sentido, más bien lo oscurece. (...) El guardián (...) es el jugador que en el béisbol corre para atrapar la pelota; si ese jugador se encuentra, de manera figurada, en un campo casi idéntico a un trigal, estará evidentemente oculto y fuera del alcance del bateador. En suma, «cazaría» la pelota desde una guarida y se comportaría como un cazador oculto.
 
Ésa es la idea que inspiró el título de Salinger, sólo que en inglés, y en los Estados Unidos, bastaba con la literalidad para establecer la metáfora. Pero en la versión en español era preciso imaginar el propósito de Salinger y dar exactamente la idea que el autor buscaba. (...) Luego se impuso esta nueva versión y El guardián entre el centeno ya no suena a nada.

De todas maneras, Salinger desautorizó cualquier otra traducción al español, con lo que el primer título nunca más pudo usarse. Las versiones actuales llevan el título «El guardián entre el centeno».

## Argumento
La novela cuenta la historia de Holden Caulfield, un joven neoyorquino de 16 años que acaba de ser expulsado de Pencey Prep, su instituto. Está narrada en la voz de Holden, un joven que se ha caracterizado por tener malos resultados en sus estudios (ya había sido expulsado de varios colegios) y que cree que la mayoría de la gente es «falsa», salvo algunas excepciones, como su exnovia Jane Gallaher, a la que recuerda en gran parte de la narración. También se destaca el gran amor que siente hacia sus hermanos, uno de los cuales, Allie, está muerto.
La historia comienza un sábado, poco antes de Navidad. A Holden se le ha informado que no podrá volver a su colegio (ubicado en Pensilvania) después de las vacaciones. Pasa sus últimos momentos en el colegio en compañía de Robert Ackley, un alumno al que Holden no aguanta. Tras una pelea con Ward Stradlater, su compañero de habitación, decide no esperar hasta el miércoles para volver a Nueva York (donde vive con sus padres), y se marcha esa misma noche.
Una vez en su ciudad, se aloja en el hotel Edmont (que es descrito como de muy bajo nivel). Va al bar del hotel pero no se encuentra a gusto: no lo dejan beber y las mujeres con las que habla le parecen estúpidas. Decide ir a «Ernie's» a tomar algo, pero se encuentra allí con una exnovia de su hermano D.B., por lo que decide regresar al hotel.
Subiendo a su habitación, el ascensorista le dice a Holden que puede conseguir una prostituta que por 5 dólares tendrá sexo con él. Acepta, pero una vez que la prostituta, Sunny, llega a su cuarto, se arrepiente. De todos modos quiere pagarle, pero ella afirma que la tarifa es de 10 dólares, Holden se niega a pagar más de lo convenido. Regresa Sunny con el ascensorista unos minutos más tarde, reclamando los 5 dólares faltantes; Holden se niega a dárselos e insulta al ascensorista, quien lo golpea, mientras la prostituta le quita de la billetera los cinco dólares.
Al levantarse el día siguiente Holden llama por teléfono a Sally Hayes, una muchacha con la que había salido en varias ocasiones anteriormente. Quedan en verse esa tarde. Después de dejar el hotel, mientras espera la hora de la cita, compra un disco para su hermana.
Holden y Sally van primero al teatro y luego a patinar. Holden le propone a Sally escapar de la ciudad e irse a vivir a una cabaña. A ella le parece una mala idea, lo que enfurece a Holden y le dice que ella le cae muy mal. Esto genera que Sally se vaya a su casa llorando, ofendida, sin aceptar las disculpas.
Holden invita a un excompañero de colegio, Carl Luce, para ir a un bar. El encuentro con Luce es corto, ya que le dice que debe irse rápido. De todas maneras Holden sigue en el bar, bebiendo hasta emborracharse.
Holden desea ver a su hermana Phoebe, una niña de poco más de diez años, pero no a sus padres. Va a su casa y sigilosamente entra a la habitación de su hermana. Resulta que sus padres están en una fiesta, por lo que Holden y Phoebe pueden conversar tranquilamente. Cuando Phoebe se entera de que su hermano ha vuelto a ser expulsado de un colegio, se enfada y comienza a cuestionar a Holden, acusándolo de ser una persona a quien no le agrada nada ni nadie. Es en esta conversación cuando el protagonista afirma querer ser «guardián en el centeno» (una especie de cuidador de niños que juegan en un campo de hierba de centeno al borde de un precipicio).
Cuando los padres regresan, Phoebe esconde a su hermano en el armario. Finalmente, Holden escapa de su casa sin ser visto. Se marcha a la casa del señor Antolini, un exprofesor suyo que lo aprecia mucho. Antolini le prepara su sofá para que pueda dormir en él. Poco después de acostarse, Holden despierta cuando su exprofesor le acariciaba la cabeza. Asustado al pensar que se encuentra frente a un pervertido, se viste rápidamente y se marcha de allí.
Pasa esa noche en una estación de metro. Caminando solo por la ciudad decide marcharse al oeste. Antes desea avisar a su hermana de la decisión, por lo que le deja una nota en la escuela para encontrarse con ella en el museo. Phoebe llega a la cita con una maleta, diciendo que se va con él. Holden se niega, por lo que su hermana se enfada. Para alegrarla la lleva al zoológico y al carrusel. Viéndola girar, Holden se siente feliz (por primera vez en el libro expresa ese sentimiento). Finalmente decide no marcharse.
En el último capítulo de la novela, unos meses más tarde de lo narrado, Holden cuenta que estuvo enfermo y que se encuentra ahora en una institución mental, recuperándose. También manifiesta echar de menos a varias de las personas de las que ha hablado durante la historia.

## Recepción

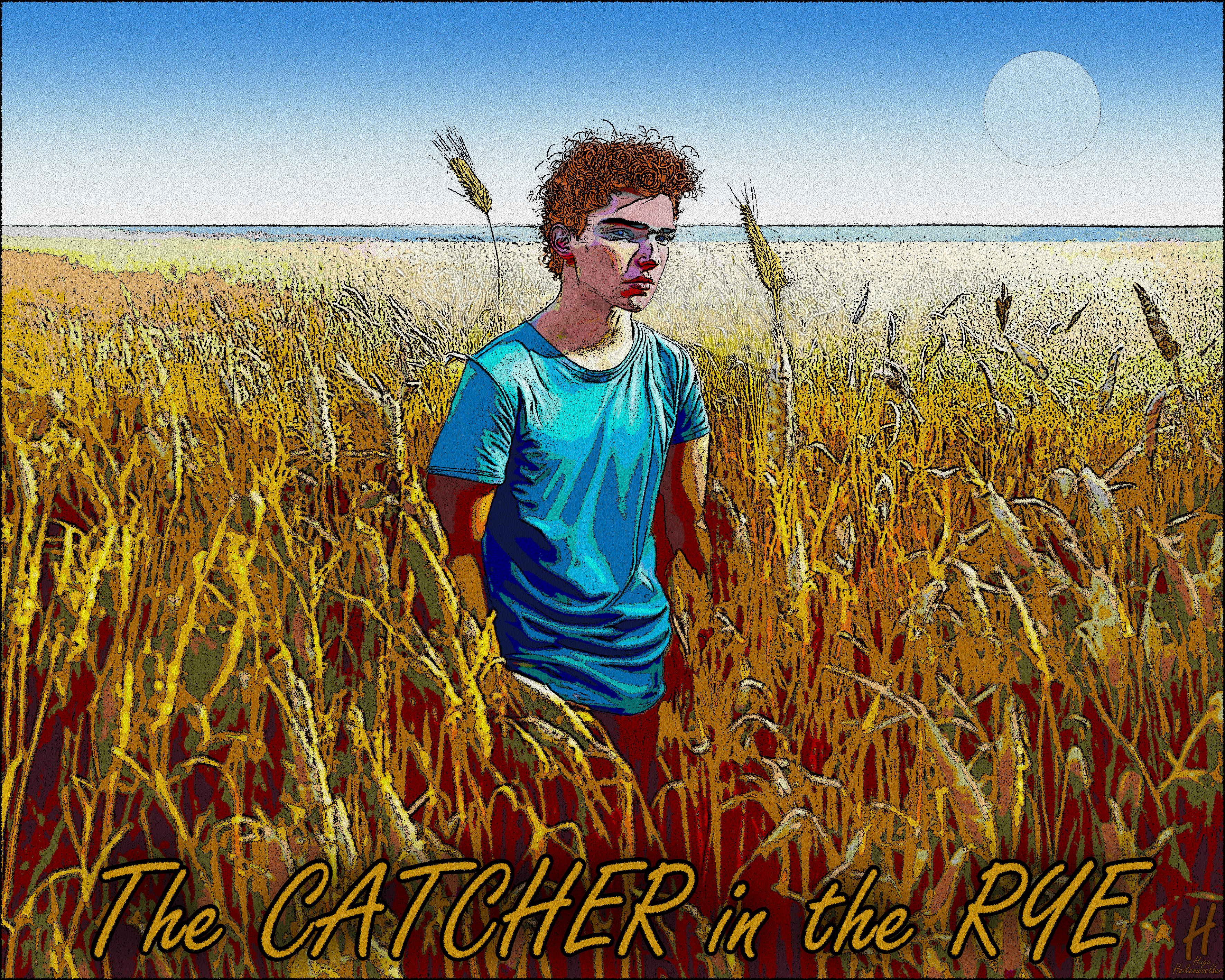
The Catcher in the Rye - Ilustración de Hugo Heikenwaelder - 1998.

En 1960, despidieron a un profesor en Tulsa, Oklahoma, por asignar la novela en clase; sin embargo, más tarde fue reincorporado. Entre 1961 y 1982, The Catcher in the Rye fue el libro más censurado en escuelas secundarias y bibliotecas de los Estados Unidos.
Hasta hoy se han vendido más de 60 millones de ejemplares de la novela. Cada año se venden 250 mil ejemplares más.

## Influencias de la novela en la cultura popular
J. D. Salinger nunca quiso que su novela fuera llevada al cine, por lo que no existe ninguna versión de ella en la pantalla grande. Sin embargo, muchos protagonistas de diversas películas toman a Holden Caulfield como referencia o influencia notoria.
Varias canciones de pop, rock y rap han sido influenciadas por la novela, entre las que se destacan: «We Didn't Start the Fire» (de Billy Joel), «Catcher in the Rye» (de Guns N' Roses), «Get It Right» (de The Offspring), «Shadrach» (de Beastie Boys), «Who Wrote Holden Caulfield?» (de Green Day), «6 Minutes» (de Jonas Brothers), «Catcher in the Rye» (de The Dandy Warhols), «Holden Caulfield» (de Piezas & Jayder), «Teenagers» (de My Chemical Romance).
La novela ha aparecido en la serie de animación para adultos South Park en el episodio The Tale of Scrotie McBoogerballs el profesor Garrison les encomienda leer el libro a los niños de la escuela, a pesar de que los personajes principal es consideran que no es muy obsceno, crean su propia novela grotesca.
Varios asesinos famosos tomaron el libro como referencia. Mark David Chapman el día que mató a John Lennon el 8 de diciembre de 1980, había comprado un ejemplar de este libro y escribió en él: «Esta es mi declaración». Tras matar al ex Beatle, sacó la novela y se quedó leyéndola hasta que llegó la policía y lo arrestó. En su declaración a la Policía tres horas después, Chapman dijo: «Estoy seguro de que la mayor parte de mí es Holden Caulfield, el personaje principal del libro. El resto de mí debe ser el diablo.» John Hinckley Jr, que intentó asesinar a Ronald Reagan en 1981, declaró que estaba obsesionado con el libro. Robert John Bardo, quien en julio de 1989 asesinó a la joven actriz Rebecca Schaeffer, llevaba consigo un ejemplar de esta novela.
Esta novela ha tenido una influencia duradera ya que sigue siendo tanto un bestseller como uno de los libros más cuestionados en Estados Unidos. Numerosas obras de cultura popular han hecho referencia a la novela.
Entre los factores que contribuyen a la mística y al impacto de la novela se encuentran el retrato del protagonista Holden Caulfield; su tono de sinceridad; sus temas de abandono familiar, la tensión entre los adolescentes y la sociedad, y la rebelión; su anterior condición de prohibida; y la reclusión de Salinger.